# 이집트 제6왕조

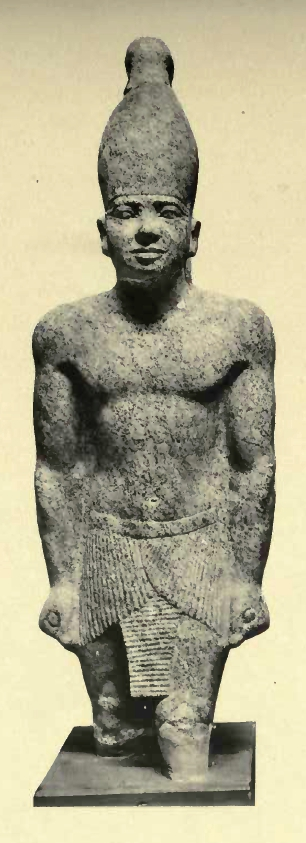

이집트 제6왕조는 이집트 고왕국의 한 시기로, 기원전 2345년부터 기원전 2181년까지 존속하였다. 페피 2세 사후 파라오는 허수아비가 되고 귀족들과 사제들이 파라오들보다 더 강한 힘을 갖게 된다.
제5왕조의 마지막 파라오 우나스의 사위 테티가 우나스의 자리를 열어 새로운 왕조를 개척하였다. 하지만 첫 왕인 테티부터 경호원에 살해당하는 등, 제6왕조의 시작은 순탄하지 않았다. 페피 1세, 2세 때는 파라오가 긴 기간 동안 통치했으나, 안정적 통치는 아니었으며, 시간이 흐르자 지방 귀족들이 파라오의 권위에게 도전하기 시작하였다.
페피 2세 이후의 파라오들은 문헌에만 등장하며 마네토의 기록에는 아예 수록되지 않았고 그 어떤 고고학적인 증거는 발견되지 않았다. 페피 2세가 죽은 지 얼마 되지 않아 제6왕조도 종말을 고하고, 동시에 고왕국 시대도 끝이 난다. 이후 혼란스러운 이집트 제1중간기가 이어진다.

## 역대 파라오
- 테티 (기원전 2345년 ~ 기원전 2333년)
- 우세르카레 - 아비도스 왕 목록과 마네토의 기록에 나오는 파라오.
- 페피 1세 (기원전 2332년 ~ 기원전 2283년)
- 메렌레 (기원전 2283년 ~ 기원전 2278년)
- 페피 2세 (기원전 2278년 ~ 기원전 2184년)
- 네페르카? (기원전 2184년?)
- 네페르? (기원전 2184년?)
- 아바? (기원전 2184년?)
- 정체불명의 왕 (기원전 2184년?)
- 메렌레 2세 (기원전 2184년) : 페피 2세의 아들
- 니토크리스 (기원전 2184년 ~ 기원전 2181년) : 메렌레 2세의 부인으로 헤로도토스의 저서에 등장.